# José Luis Martí
José Luis Martí Soler (Palma de Mallorca, 28 april 1975) is een Spaans voetbalcoach en voormalig voetballer.

## Speler
Martí speelde in de jeugd van RCD Mallorca en in het seizoen 1999/2000 kwam hij bij het eerste elftal. Hij wist echter geen vaste waarde te worden en in 2000 vertrok de middenvelder naar CD Tenerife, dat destijds in de Segunda División A speelde. In 2001 volgde promotie naar de Primera División. In 2003 tekende Martí na de degradatie van CD Tenerife een contract bij Sevilla FC. Hij won in 2006 en 2007 met Sevilla FC de UEFA Cup. Beide keren speelde Martí hij de finale, in 2006 tegen Middlesbrough FC en in 2007 tegen RCD Espanyol. In 2007 won de middenvelder met Sevilla FC ook de Copa del Rey. Wegens een gebrek aan speeltijd vertrok Martí in januari 2008 voor een halfjaar op huurbasis naar Real Sociedad.  Op 33-jarige leeftijd keerde hij naar zijn jeugdploeg terug.  Voor een transferprijs ten belope van een half miljoen euro tekende hij in juli 2008 voor RCD Mallorca.  Hij zou er blijven tot het seizoen 2014-2015 en stopte één maand nadat hij veertig jaar geworden was.

## Erelijst
Sevilla
- UEFA Cup

2006

## Trainer
Net nadat hij stopte met zijn actieve loopbaan als voetballer, werd hij coach van CD Tenerife.  Hij verving er bij de ploeg uit de Segunda División A op 4 november 2015 de ontslagen Raül Agné.  Dit eerste seizoen 2015-2016 zou hij uiteindelijk een dertiend plaats behalen.  Het daaropvolgende seizoen 2016-2017 was veel succesvoller en kon de ploeg zich met een vierde plaats plaatsen voor de eindronde om een extra stijger aan te wijzen.  In de eerste ronde kon Cádiz CF nog uitgeschakeld worden, maar in de finale bleek Getafe CF te sterk te zijn.  Het seizoen 2017-2018 verliep veel moeilijker en op 4 februari 2018 werd hij ontslagen.
Hij werd op 8 april 2019 opvolger bij Deportivo La Coruña van de ontslagen Natxo González.  De ploeg wilde haar vorig jaar verloren plaats op het hoogste niveau zo snel mogelijk terug te winnen en zich nog plaatsen voor de eindronde van de Segunda División A. Dankzij zeven overwinningen en twee gelijkspelen uit dertien wedstrijden eindigde de ploeg zesde en kon zich plaatsen voor de eindronde.  Net als met Tenerife slaagde hij er in de eerste ronde Málaga CF uit te schakelen, maar in de finale ging het weer verkeerd.  Deze keer bleek RCD Mallorca te sterk.  Hij vertrok op het einde van het seizoen.
Op 28 oktober 2019 kwam hij bij reeksgenoot Girona FC, waar hij de ontslagen Juan Carlos Unzué verving.  Ook deze ploeg leidde hij met een vijfde plaats in de eindrangschikking naar de eindronde.  En geen twee keer zonder drie.  In de eerste ronde werd UD Almería uitgeschakeld, waarna de finale verloren ging tegen Elche CF.
Het daaropvolgend seizoen tekende hij op 3 augustus 2020 bij het net naar de Segunda División A gedegradeerde CD Leganés.  Hij werd er op 26 januari 2021 ontslagen.
Op 23 februari 2022 kon hij aan de slag bij reeksgenoot Sporting Gijón, waar hij de ontslagen David Gallego verving.  De ploeg speelde een troosteloos seizoen en bevond zich op de vijftiende plaats toen hij aantrad.  Echter ook hij kon geen echte verbetering teweeg brengen en na het thuisverlies met 0-1 tegen nieuwkomer Ibiza was ook zijn lot beschoren.    De ploeg verbleef nog steeds op de zeventiende plaats, vier punten meer dan de eerste degradant.